# Delicias holandesas
Wat Zien Ik!? (en España Delicias holandesas, internacionalmente Business Is Business (Any Special Way) o Diary of a Hooker) es una película dirigida por Paul Verhoeven en 1971. Con guion de Gerard Soeteman, adaptación de una novela de Albert Mol, se trata de una comedia que narra las peripecias de dos prostitutas de Ámsterdam. Destaca por ser el primer largometraje del realizador neerlandés.

## Sinopsis
Greet y Nel son dos atípicas prostitutas, que viven y trabajan juntas en el Barrio Rojo de Ámsterdam, y se ganan la vida ofreciendo "servicios especiales" a sus clientes. Greet es una experimentada mujer en el oficio y tiene un carácter bondadoso. Su amiga Nel, que también vive en la misma casa de Greet, es víctima de explotación y abuso por parte de su novio quien también es su jefe. 
Cuando Greet conoce a Piet, un hombre casado, ambos experimentan una gran atracción mutua. Ello motivará a Nel a buscarse un nuevo novio, cambiar de vida y retirarse del oficio. Pero la vida en las calles de Ámsterdam está lejos de ser una película de Hollywood.

## Reparto
- Ronnie Bierman - Blonde Greet
- Sylvia de Leur - Neeltje "Nel" Muller
- Piet Römer - Piet
- Jules Hamel - Sjaak
- Bernard Droog - Bob de Vries
- Albert Mol - Mr. Van Schaveren

## Recepción
La película obtiene una valoración mixta en los portales de información cinematográfica. En FilmAffinity, con 447 votos, obtiene una puntuación de 4,8 sobre 10. En IMDb con 1.069 votaciones tiene una calificación de 5,9 sobre 10. En Rotten Tomatoes tiene una calificación de "fresco" para el 51% de las 157 valoraciones recibidas entre los usuarios del portal.